# Felisa, desesperada
Felisa, desesperada (renombrado más tarde como "Felicia, desesperada") es el decimosegundo capítulo de la segunda temporada de la serie de televisión argentina Mujeres asesinas. Este episodio se estrenó el día 27 de junio de 2006.
Este episodio fue protagonizado por Julieta Díaz en el papel de asesina. Coprotagonizado por Luis Luque y Graciela Tenembaum. También, contó con la actuación especial de Emilio Bardi. Y las participaciones de Isabel Quinteros y Nicolás Condito.

## Desarrollo

### Trama
Felisa (Julieta Diaz) es una joven de clase humilde, que padece un pasado tormentoso: desde los 15 años fue abusada periódicamente por su padrastro, y gracias a esas mutilples violaciones nace un niño, Guillermo (Nicolás Condito). Esto la marca para toda la vida. Cuando crece se encuentra con una segunda pesadilla, los hombres con los que suele juntarse son extremadamente violentos con ella y siempre terminan abandonándola, de hecho tiene otro hijo cuya identidad de su padre desconoce. Además Felisa no consigue trabajo y debe ejercer la prostitución. Ella solo confía en una amiga y vecina, llamada Gladys (Graciela Tenenbaum), que también ejerce la prostitución. Pero un día conoce a un cerrajero llamado Víctor (Luis Luque) que la trata muy bien; ambos se enamoran y tienen un hijo; pero él tiene una doble vida, pero le dice a Felisa que su mujer se está por morir por lo que pronto la va a dejar; pero esto nunca sucede. Un día Felisa quiere descubrir sus sospechas en relación con la supuesta enfermedad de la esposa, y se encuentra con que ésta ni siquiera esta enferma, sino que estaba bien de salud y que además tienen una hija adolescente. Felisa no aguanta más y en un acto de locura decide suicidarse y matar a todos sus hijos. Antes de eso Víctor se entera y trata de salvar la situación, pero Felisa ya había matado a su hijo mayor, fruto de las múltiples violaciones de su padrastro.

### Condena
El hijo mayor murió en el acto por el disparo. Los otros hijos habían sido dopados y sobrevivieron. Felisa fue condenada a 17 años de prisión. El fiscal solicitó la pena máxima, pero el tribunal redujo su condena por circunstancias extraordinarias de atenuación.

## Elenco
- Julieta Díaz
- Graciela Tenenbaum
- Emilio Bardi
- Isabel Quinteros
- Nicolás Condito
- y Luis Luque